# Université Jan Długosz de Częstochowa
 (décembre 2023).
La mise en forme du texte ne suit pas les recommandations de Wikipédia : il faut le « wikifier ».
Les points d'amélioration suivants sont les cas les plus fréquents. Le détail des points à revoir est peut-être précisé sur la page de discussion.
- Les titres sont pré-formatés par le logiciel. Ils ne sont ni en capitales, ni en gras.
- Le texte ne doit pas être écrit en capitales (les noms de famille non plus), ni en gras, ni en italique, ni en « petit »…
- Le gras n'est utilisé que pour surligner le titre de l'article dans l'introduction, une seule fois.
- L'italique est rarement utilisé : mots en langue étrangère, titres d'œuvres, noms de bateaux, etc.
- Les citations ne sont pas en italique mais en corps de texte normal. Elles sont entourées par des guillemets français : « et ».
- Les listes à puces sont à éviter, des paragraphes rédigés étant largement préférés. Les tableaux sont à réserver à la présentation de données structurées (résultats, etc.).
- Les appels de note de bas de page (petits chiffres en exposant, introduits par l'outil «  Source ») sont à placer entre la fin de phrase et le point final[comme ça].
- Les liens internes (vers d'autres articles de Wikipédia) sont à choisir avec parcimonie. Créez des liens vers des articles approfondissant le sujet. Les termes génériques sans rapport avec le sujet sont à éviter, ainsi que les répétitions de liens vers un même terme.
- Les liens externes sont à placer uniquement dans une section « Liens externes », à la fin de l'article. Ces liens sont à choisir avec parcimonie suivant les règles définies. Si un lien sert de source à l'article, son insertion dans le texte est à faire par les notes de bas de page.
- La présentation des références doit suivre les conventions bibliographiques. Il est recommandé d'utiliser les modèles {{Ouvrage}}, {{Chapitre}}, {{Article}}, {{Lien web}} et/ou {{Bibliographie}}. Le mode d'édition visuel peut mettre en forme automatiquement les références.
- Insérer une infobox (cadre d'informations à droite) n'est pas obligatoire pour parachever la mise en page.

Pour une aide détaillée, merci de consulter Aide:Wikification.
Si vous pensez que ces points ont été résolus, vous pouvez retirer ce bandeau et améliorer la mise en forme d'un autre article.
L'Université Jan-Długosz de Częstochowa (en polonais : Uniwersytet Jana Długosza w Częstochowie, en abrégé UJD) est un établissement public d’enseignement supérieur situé à Częstochowa, créé en 1971 sous le nom d’École supérieure de formation des enseignants (en polonais : Wyższa Szkoła Nauczycielska) de Częstochowa. Depuis 2004, elle porte le nom de Jan Długosz

## Historique
En 1971, par décision du Conseil des Ministres, est créée l’École supérieure de formation des enseignants de Częstochowa. Initialement, elle a deux facultés : mathématiques-sciences naturelles et sciences humaines-pédagogie. Son personnel enseignant compte 12 maîtres de conférences (en polonais : docent) et 10 docteurs.
En 1974 est lancé le programme de quatre années d'études de maîtrise dans les facultés des mathématiques-sciences naturelles, de philologie-histoire et de l'éducation artistique el le nom de l'école est changé en « École supérieure de pédagogie » (en polonais : Wyższa Szkoła Pedagogiczna, en abrégé WSP) de Częstochowa. Les premiers diplômes de maîtrise sont délivrés par les autorités de la WSP en 1977.
Le 29 janvier 2001, la Commission centrale des diplômes et des titres confère à la faculté de philologie-histoire de la WSP le droit de décerner le grade scientifique de docteur dans la discipline histoire. La même année, la commission parlementaire de l'éducation, de la science et de la jeunesse n'approuve pas le projet de création de l'université de Częstochowa à partir de la WSP et de l'Institut de théologie. Le motif du rejet est l'insuffisance du personnel enseignant qualifié. Une année plus tard, le ministère de l'Éducation nationale envisage de créer une université par fusion de la WSP et de l'École polytechnique de Częstochowa (en polonais : Politechnika Częstochowska, en abrégé: PCz), mais compte tenu du manque de déclaration claire de la PCz, le projet est abandonné.
Après de multiples discussions dans le milieu académique, il est décidé que le meilleur candidat pour devenir le patron de l'école au moment de la transformation de la WSP en l'AJD serait Jan Długosz. La personne de l'historien est liée à la terre de Częstochowa, où il naquit et ensuite exerça son service pastoral. Après la présentation de cette proposition, le Sénat de la WSP prend le 26 mars 2003 la décision de choisir Jan Długosz comme patron de l'école.
Le 1er octobre 2004, l’École supérieure de pédagogie de Częstochowa est transformée en Académie Jan-Długosz (en polonais : Akademia im. Jana Długosza, en abrégé AJD) de Częstochowa. Le 1er mars 2016, la structure de l'École est modifiée. La faculté des sciences sociales fusionne avec la faculté de philologie-histoire. La nouvelle unité prend le nom de la faculté de philologie-histoire. Les autorités de l'AJD expliquent cette décision par la nécessité de créer une forte faculté qui peut de temps après entamer la procédure en vue de recevoir l'autorisation de décerner le grade de docteur.
Les efforts pour que l'École devienne une université de plein exercice aboutissent le 7 mai 2018 à la signature du règlement relatif au changement du nom de l'établissement par le ministre de la science et de l'enseignement supérieur. À partir du 1er juin 2018, elle prend le nom d'« université des sciences humaines et naturelles Jan-Długosz » (en polonais : Uniwersytet Humanistyczno-Przyrodniczy im. Jana Długosza) de Częstochowa. La structure de l'École est modifiée le 1er octobre 2019. À la place des 4 facultés, sont créés 6 nouvelles unités. L'École doctorale se charge de la formation des doctorants. Une nouvelle étape du développement de l'École est marquée par l'obtention de l'autorisation d'ouvrir une filière de médecine (autorisation du ministre de l'Éducation et de la Science du 14 juillet 2022), l'admission des premiers candidats à ces études ayant lieu pour l'année universitaire 2022-2023. Grâce à cela, l'université a rejoint le groupe peu nombreux des universités polonaises assurant la formation en médecine.
À la suite de l'évaluation dont les résultats ont été publiés en juillet 2022 (et ensuite, à la suite du recours, en février 2023) les disciplines scientifiques suivantes ont obtenu des catégories élevées :
- histoire - catégorie A
- études littéraires - catégorie A
- sciences chimiques - catégorie A
- sciences juridiques - catégorie A
- linguistique - catégorie B+
- sciences physiques - catégorie B+
- sciences de la culture physique - catégorie B+
- sciences de la santé - catégorie B+
- pédagogie - catégorie B+
- arts musicaux - catégorie A
- arts plastiques et conservation d'œuvres d'art - catégorie A
- philosophie - catégorie B +
- science de la sécurité - catégorie B +.
Les résultats élevés obtenus à la suite de l'évaluation ont permis la transformation de l'Académie en « université Jan-Długosz de Częstochowa » à partir du 1er juin 2023. L'université propose la formation repartie en presque 60 programmes de formation.

## Composition
L'université est composée de cinq facultés, école de médecine non comprise : 
- Faculté des sciences humaines (Wydział Humanistyczny)
- Faculté des sciences sociales (Wydział Nauk Społecznych)
- Faculté de droit et d'économie (Wydział Prawa i Ekonomii)
- Faculté des sciences et technologies (Wydział Nauk Ścisłych, Przyrodniczych i Technicznych)
- Faculté des beaux-arts (wydział Sztuki)
- Collegium Medicum Wladyslaw-Bieganski

Les personnels comptent 700 salariés, dont près de 500 enseignants et enseignants-chercheurs. Environ 50 000 étudiants ont été diplômés depuis 1971. L'établissement compte actuellement environ 5 500 étudiants. L'université est habilitée à délivrer des diplômes de licence (premier cycle) et de magister (second cycle) dans toutes les disciplines enseignées. 
L'université est membre de l'Alliance universitaire européenne COLOURS (d).

## Partenariat internationaux
Pays francophones
- Université du Maine, Le Mans
- Université de Rennes 1

Autres pays